# Zapora Émosson

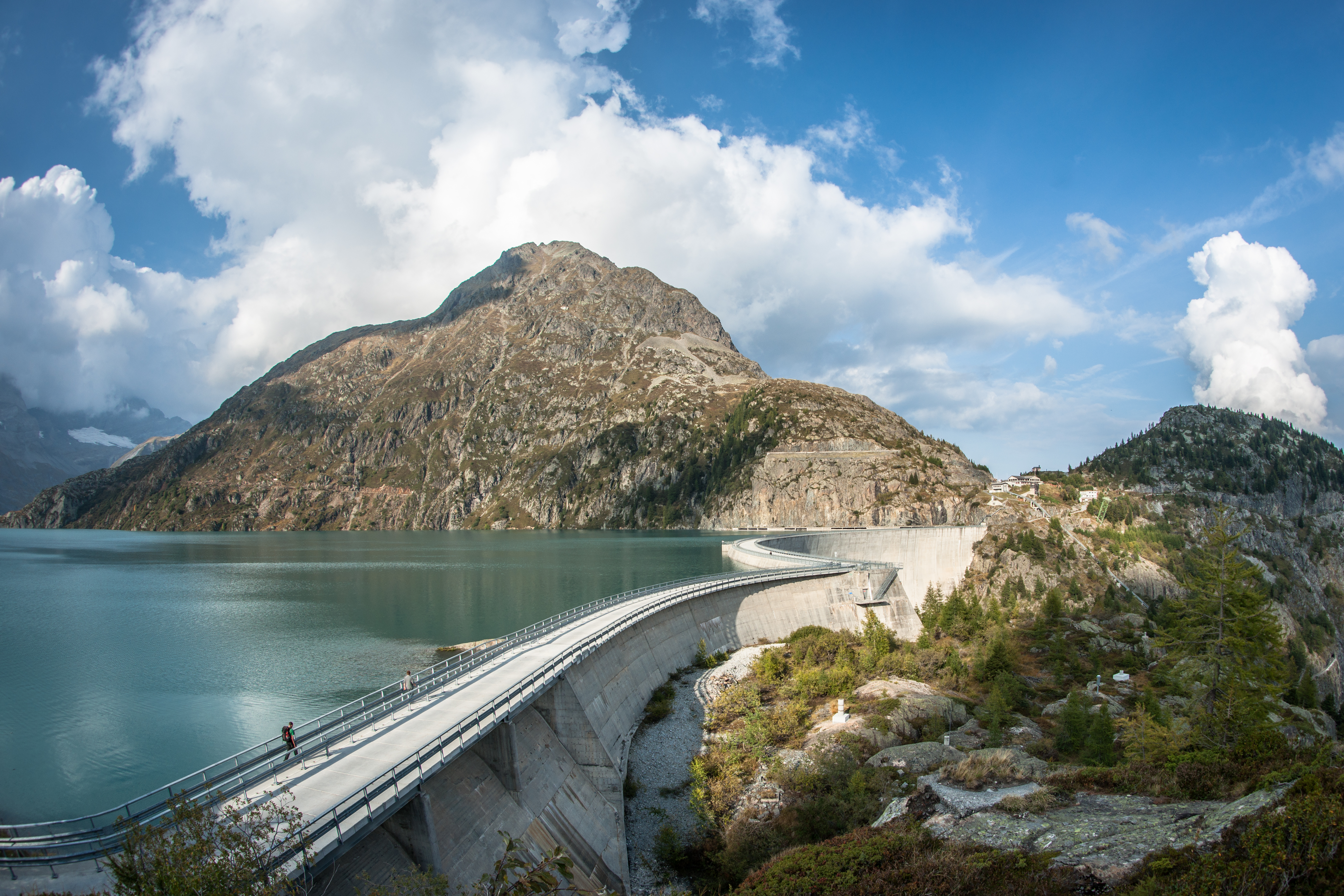
Zapora Émosson

Zapora Émosson (fr. Barrage d’Émosson) – zapora wodna w szwajcarskich Alpach, w kantonie Valais. Trzecia co do wysokości zapora w Szwajcarii. Na skutek jej budowy powstał sztuczny zbiornik wodny Lac d’Émosson, którego wody zalały tzw. plateau d’Émosson (stąd nazwa zapory i zbiornika) wraz z wybudowaną dawniej zaporą Barberine. Cały obiekt zbudowano w celu produkcji energii elektrycznej.

## Położenie
Zaporę wzniesiono na potoku Barberine. Znajduje się w gminie Finhaut w dytrykcie Martigny, w odległości ok. 12 km (w linii prostej) na południowy zachód od miasta Martigny. Wraz z utworzonym zbiornikiem Émosson leży w grupie górskiej zwanej Massif du Giffre, należącej do Prealp Sabaudzkich.

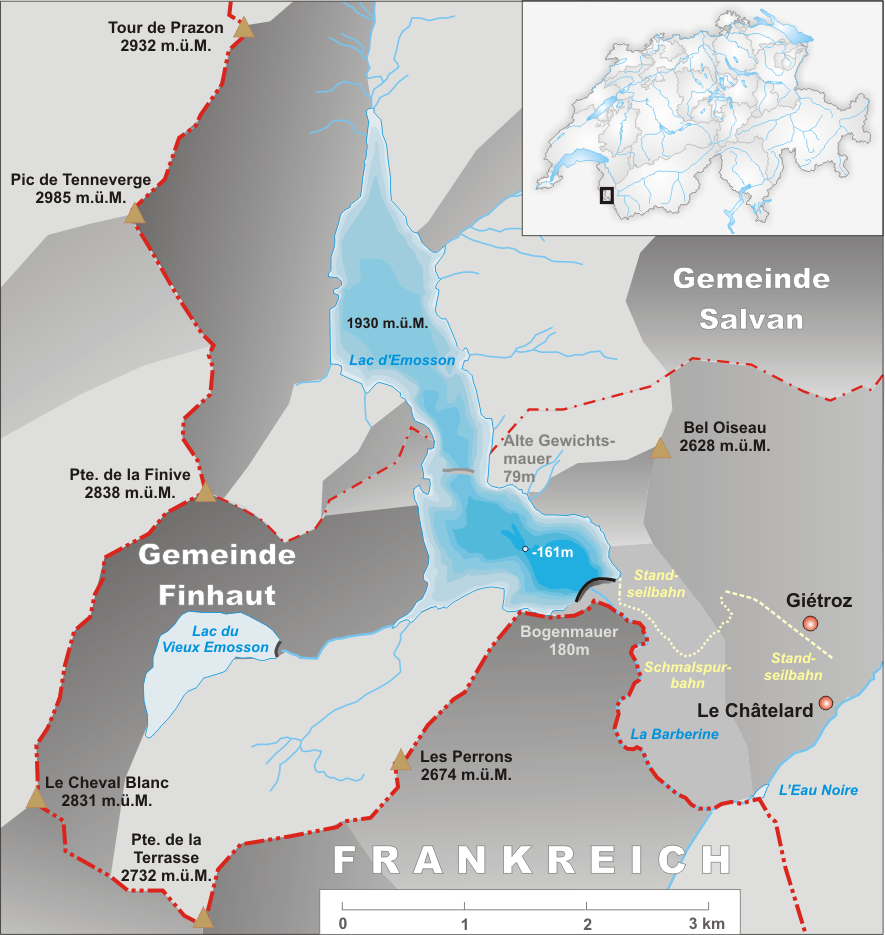
Położenie zapory Émosson

Zapora znajduje się tuż przy samej granicy szwajcarsko-francuskiej, która biegnie dalej wzdłuż całego biegu wypływającego z zapory potoku Barberine, aż do jego ujścia do Eau Noire. Zarówno zapora jak i utworzony dzięki niej zbiornik znajdują się z całości na terenie Szwajcarii, jednak do produkcji energii elektrycznej wykorzystywane są również wody „importowane” z Francji, elektrownia wodna znajduje się już na terytorium Francji, tuż za granicą szwajcarskiego przysiółka Châtelard, a przedsięwzięciem zarządza szwajcarsko-francuska spółka Électricité d’Émosson SA.

## Historia
Zaporę budowano w latach 1967-1974. Istniejące wcześniej zapory Barberine i Vieux Émosson, poprzez związane z nimi elektrownie, produkowały prąd elektryczny o częstotliwości 16 ⅔ Hz, jaka stosowana była w szwajcarskich sieciach trakcji kolejowej. W 1954 r. powstała szwajcarsko-francuska spółka Électricité d’Émosson SA., która zdecydowała się wybudować nową, znacznie większą zaporę, a gromadzone przez nią wody wykorzystać w nowej elektrowni do produkcji prądu o częstotliwości 50 Hz. Wcześniej konieczne było zmodyfikowanie granicy tak, aby konstrukcja znajdowała się w całości na terytorium Szwajcarii - pierwotnie granica przecięłaby tamę na pół. Zainteresowane gminy przystąpiły zatem do wymiany terytoriów, zatwierdzonej przez oba rządy w 1963 r. Prace budowlane rozpoczęto w 1967 r. Obiekt oddano formalnie do użytku w dniu 1 stycznia 1974 r.

## Charakterystyka techniczna
Jest to konstrukcja żelbetowa typu lekkiego, o podwójnej krzywiźnie muru zapory. Wysokość muru zapory wynosi 180 m, grubość u podstawy 45 m, grubość w koronie 8 m, zaś jego objętość ok. 1,1 mln m³. Posadowiony jest na podłożu, budowanym przez skały metamorficzne i krystaliczne, głównie gnejsy znane z pobliskiego masywu Aiguilles Rouges. Korona zapory, która znajduje się na wysokości 1932 m n.p.m., ma długość 554 m. Odkształcenia sprężyste muru zapory na wysokości jej korony przy maksymalnym wypełnieniu zbiornika (poziom wody 1930 m n.p.m.) wynoszą ok. 80 mm, zaś przepływ wody perkolacyjnej w tym stanie ok. 6 l/s. Wydajność upustu dennego wynosi 95 m³/s, a swobodnego upustu przelewowego 60 m³/s.

## Znaczenie energetyczne
Przy samej zaporze nie ma elektrowni wodnej. Woda ze zbiornika prowadzona jest podziemnymi sztolniami do elektrowni w Vallorcine (w przysiółku Le Châtelard w dolinie Eau Noire, na terenie Francji; spadek 805 m, moc zainstalowana turbin 200 MW), a następnie do elektrowni Le Bâtiaz w Martigny (spadek 659,5 m, moc zainstalowana turbin 190 MW).

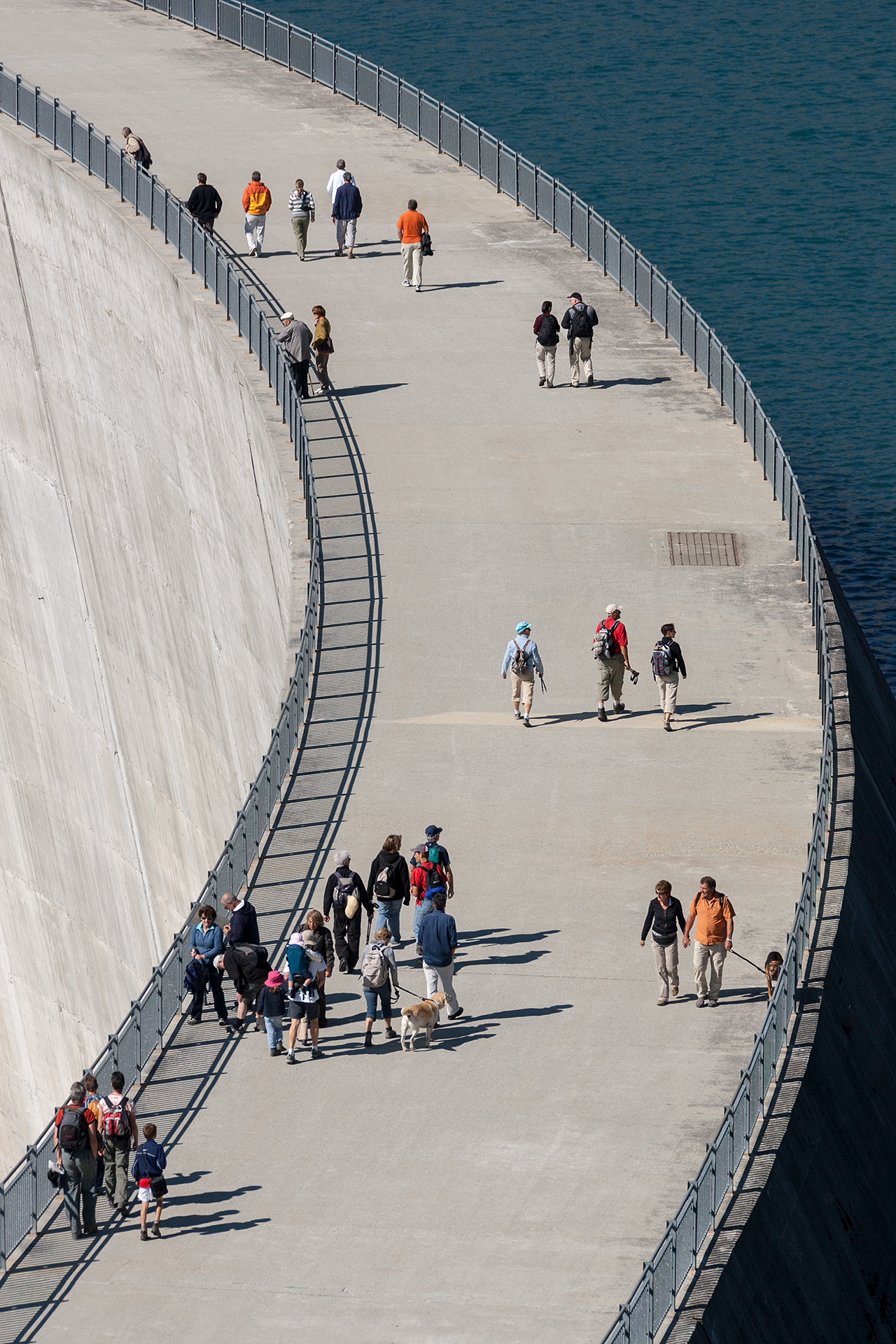
Korona zapory dostępna jest dla turystów

## Nowe zadanie
Aktualnie zapora wraz z istniejącym przy niej zbiornikiem stanowią istotne ogniwo wybudowanego w latach 2008-2021 zespołu energetycznego, którego głównym elementem jest elektrownia szczytowo-pompowa Nant de Drance. Hala maszyn znajduje się na głębokości ponad 500 m pod ziemią, w podziemnej kawernie usytuowanej na zachód od zapory. Zbiornik Émosson pełni dla elektrowni funkcję zbiornika dolnego, a zbiornik Vieux Émosson – zbiornika górnego. Elektrownia Nant de Drance, o mocy 900 MW, została włączona do systemu energetycznego 1 lipca 2022 r. Przez pierwszy rok funkcjonowania  elektrownia wyprodukowała około 950 GWh energii elektrycznej i "przepompowała" (zużyła na powrotne pompowanie wody do górnego zbiornika) 1170 GWh. Liczby te potwierdziły przewidywaną wydajność cykli szczytowo-pompowych na poziomie 80%. W ciągu pierwszego roku funkcjonowania wykazała duże znaczenie w stabilizacji szwajcarskich i europejskich sieci elektroenergetycznych w obliczu nieciągłego wytwarzania energii słonecznej i wiatrowej.

## Turystyka
Zapora Émosson jest od chwili oddania jej do użytku licznie odwiedzana przez turystów. Nad jej wschodnim końcem, na wysokości ok. 1960 m n.p.m., znajduje się restauracja (Restaurant du Barrage d’Émosson) z tarasem widokowym, zapewniającym widok na zbiornik i otaczające go góry. Dojazd do niej umożliwiono wąską, asfaltowaną drogą z Le Châtelard w dolinie Eau Noire, wybudowaną w związku z budową zapory. Obecnie najbardziej atrakcyjnym sposobem dostania się nad zaporę z tegoż Le Châtelard jest skorzystanie z systemu, składającego się z dwóch odcinków terenowych kolei linowych, przedzielonych odcinkiem wąskotorowej kolejki terenowej. Cała przeprawa trwa ok. 1,5 godz.
Poza samą zaporą główną atrakcją tego miejsca jest panorama masywów Aiguilles Rouges i Mont Blanc, którą można podziwiać zarówno podczas dojazdu jak i z muru zapory oraz tarasu wspomnianej restauracji. W masywie Mont Blanc można wyróżnić m.in. (od lewej): Glacier des Grands, Aiguille du Tour z lodowcem du Tour, Aiguille d’Argentière, Aiguille du Chardonnet, Aiguille Verte, Aiguille du Dru, Grandes Jorasses, Mont Blanc du Tacul, Aiguille du Midi i Mont Maudit.
W pobliżu restauracji znajduje się kaplica Notre-Dame des Neiges. Budowla współczesna, lecz w typie tradycyjnych kaplic tego regionu. Wewnątrz interesujące witraże, przedstawiające rośliny i zwierzęta alpejskie.